# أليكس أندرسون
أليكس أندرسون (بالإنجليزية: Alex Anderson)‏ (15 نوفمبر 1921 في المملكة المتحدة - 18 يناير 1999) هو لاعب كرة قدم بريطاني (وحمل سابقاً جنسية المملكة المتحدة لبريطانيا العظمى وأيرلندا) في مركز الظهير. لعب مع دندي يونايتد وسانت جونستون ونادي إكزتر سيتي ونادي ساوثهامبتون ونادي تشيلتنهام تاون لكرة القدم وفورفار أثلتيك ‏.

## وصلات خارجية
- أليكس أندرسون على موقع قاعدة بيانات كرة القدم.إي يو (الإنجليزية)